# 翟成
翟成（？—385年），十六國時期丁零部落首領之一，是前任首領翟真的堂弟。
385年，翟真被其屬下鮮于乞所殺。丁零人不久殺鮮于乞，立翟成為首領，但已有不少丁零部眾投降後燕。不久，後燕軍包圍翟成據守的行唐（今中國河北省行唐縣），翟成的長史鮮于得斬翟成出降。後燕主慕容垂下令坑殺全部翟成的部眾。
| 前任： 堂兄翟真 | 十六國時期丁零部落首領 385年 | 繼任： 堂兄翟遼 |